# RRKM理论
RRKM理论是一个关于化学反应速率的理论和计算模型。在1928年前后由Rice、Ramsperger、Kassel三人提出，当时称为RRK理论。RRK理论又于1951年经Marcus修正，故名RRKM理论。

## RRK理论
在具正能量势垒的单分子化学反应中，反应物分子需要获得足够的额外能量成为高能分子，才能越过势垒达到产物一方。这个额外能量或者来自电磁辐射等外部来源，或者来自分子之间的能量交换。
RRK理论认为，高能分子的能量是在其内部各个自由度间达成均匀分配。因此，一个特定反应的速率k完全由分子的能量ε所决定，{\displaystyle k=k(\varepsilon )}，而与其激发方式无关。

## RRKM理论
Rudolph A. Marcus进一步考虑了分子内部正则振动和转动自由度的情况，以及前者中零點能量的存在。按照RRKM理论推算，能量为{\displaystyle \varepsilon ^{*}}的高能分子之反应速率取决于{\displaystyle P(\varepsilon ^{\mbox{*active}})/N(\varepsilon ^{*})}；其中{\displaystyle N(\varepsilon ^{*})}是能量在{\displaystyle \varepsilon ^{*}}和{\displaystyle \varepsilon ^{*}+\mathrm {d} \varepsilon ^{*}}之间的量子态密度，{\displaystyle P(\varepsilon ^{\mbox{*active}})}是活化分子中的活化量子态总和。
较之RRK理论，RRKM理论在形式上和过渡态理论（Transition State theory）达到了统一。

## 应用及准确性
目前RRKM理论常见于从头计算单分子反应的速率。在很多情况下，RRKM的结果在理论计算值中是与实验值吻合最好的。
高温、高能量的环境一般有助于促进分子内传能的无规化，从而使其更加符合RRKM理论的假设。反之，如果高能分子内部传能是有选择的（例如偏向某些自由度），RRKM理论结果则会产生偏差。